# Quang Hải (nhạc trưởng)
Quang Hải (14 tháng 10 năm 1935 – 3 tháng 11 năm 2013) là một nhạc trưởng người Việt Nam, nguyên là Giám đốc Nhà hát Giao hưởng hợp xướng nhạc vũ kịch Việt Nam, nguyên giám đốc đầu tiên của Nhạc viện Thành phố Hồ Chí Minh. Ông là người Việt Nam duy nhất cho đến nay đã chỉ huy Dàn nhạc nghệ sĩ công huân Nga, dàn nhạc nổi tiếng nhất thế giới với nhiều buổi diễn và là người viết nhiều bản concerto nhất Việt Nam. Ông cũng là người Việt Nam thứ hai lấy bằng Tiến sĩ nghệ thuật ở nước ngoài, sau Giáo sư Trần Văn Khê.

## Tiểu sử
Quang Hải tên thật là Huỳnh Tấn Sĩ. Ông sinh ngày 14 tháng 10 năm 1935 tại xã Tân Hội, huyện Cai Lậy, tỉnh Mỹ Tho (nay là xã Tân Hội, thị xã Cai Lậy, tỉnh Tiền Giang).
Năm 1954, ông Tập kết ra Bắc và được cử đi học tại Nhạc viện Léningrad Liên Xô năm 1956. Tới năm 1968, Quang Hải tốt nghiệp tiến sĩ chỉ huy dàn nhạc và lý luận phê bình ở Nhạc viện Léningrad tại Sankt-Peterburg.
Giai đoạn 1970–1975, ông làm Giám đốc Nhà hát Giao hưởng hợp xướng nhạc vũ kịch Việt Nam ở Hà Nội. Năm 1975, sau khi thống nhất đất nước, ông là giám đốc đầu tiên của Nhạc viện Thành phố Hồ Chí Minh. Từ năm 1982–1999, Quang Hải đã làm việc ở nhiều vị trí khác nhau như: Ủy viên Hội đồng Âm nhạc quốc gia (thành viên của Hội đồng Âm nhạc quốc tế), Ủy viên Thường vụ Ban Chấp hành Hội Nhạc sĩ Việt Nam khóa III (1983–1989), Ủy viên Hội đồng Học hàm ngành văn hóa nghệ thuật (1981–1999).
Năm 1998, ông về hưu, tuy nhiên ông vẫn tiếp tục làm việc trong vai trò Ủy viên Hội đồng Khoa học của Nhạc viện Thành phố Hồ Chí Minh, đồng thời vẫn liên tục tham gia công tác giảng dạy bậc cao học cho đến khi sức khỏe yếu hẳn.
Quang Hải qua đời vào ngày 3 tháng 11 năm 2013 tại Bệnh viện Thống Nhất, Thành phố Hồ Chí Minh, hưởng thọ 78 tuổi. Ông được an táng tại nghĩa trang Hội tương tế Bến Tre, tỉnh Bình Dương.

## Sự nghiệp

### Công trình
Quang Hải có hơn 60 công trình khoa học, tiểu luận, tham luận cùng hàng trăm bài báo trong và ngoài nước.
Ông dàn dựng hai vở nhạc kịch Việt Nam và một vở ballet. Ông cũng chỉ huy rất nhiều các chương trình giao hưởng tại Việt Nam.
Ông đã sáng tác nhạc cho 36 vở kịch nói, cải lương, kịch, phim và múa.
Quang Hải là người đầu tiên khởi xướng và tổ chức đào tạo Tiến sĩ âm nhạc tại Việt Nam và đã trực tiếp đào tạo trên 50 nghiên cứu sinh, cao học và đại học. Ông đã sáng tác 3 tổ khúc giao hưởng, 2 concerto cho đàn tranh và dàn nhạc giao hưởng, fantasie cho piano biến tấu trên chủ đề Lý tầm quân, hoà tấu cho dàn nhạc dân tộc Ngày hội, Giao hưởng – đại hợp xướng Chuỗi ngọc biển Đông, giao hưởng – thanh xướng kịch Ký ức Hồ Chí Minh...

### Kỷ lục về tác phẩm cho nhạc cụ dân tộc và dàn nhạc giao hưởng
Quang Hải được xem là người đã sáng tác nhiều concerto nhất Việt Nam, 7 tác phẩm. Với tác phẩm viết cho nhạc cụ dân tộc, sách Vietbook 2007 đã ghi nhận ông là "Người có tác phẩm độc tấu nhạc khí dân tộc hòa với dàn nhạc giao hưởng (concerto, variation) nhiều nhất Việt Nam". Cho đến năm 2013, ông đã có hơn tới 11 tác phẩm viết theo các loại này.

## Nhận xét
| “                               | Ông sống giản dị đúng nghĩa một nhà giáo và là tấm gương sáng đối với nhiều thế hệ học trò. Những tác phẩm ông để lại cho đời đã ghi dấu ấn sâu đậm trong tôi và các thế hệ khán thính giả mộ điệu âm nhạc bác học... | ” |
| — Giáo sư - Nhạc sĩ Ca Lê Thuần | |   |

## Vinh danh
- Năm 1993, Quang Hải được phong hàm Giáo sư và được phong tặng danh hiệu Nghệ sĩ nhân dân.
- Giải thưởng Nhà nước năm 2001.
- Huân chương Lao động hạng Nhất.
- Huân chương Kháng chiến chống Mỹ hạng 3.[1]
- Huân chương Hữu nghị Hoàng gia Campuchia.
- Huân chương Kháng chiến hạng Nhất.
- Huy chương Chiến sĩ văn hóa.
- Huy chương Vì sự nghiệp giáo dục.

## Đời tư
Ông kết hôn với bà Trần Hoàng Khanh và có con gái là Huỳnh Thị Hoàng Điệp, giảng viên chuyên ngành Chỉ huy hợp xướng và các môn kiến thức âm nhạc của Khoa Lý luận – Sáng tác – Chỉ huy thuộc Nhạc Viện thành phố Hồ Chí Minh.